# Rastislalićové
Rastislalić (srbsky: Растислалић) byl šlechtický rod, který ve 14. století řídil Braničevský okruh v Srbském království a později pod Uherským královstvím. Jejich sídlem bylo Braničevo a Kučevo.

## Historie
Během vlády Štěpána Dušana (1331–1355) získal Branko kontrolu nad Braničevským okruhem. V roce 1352 jej nešťastnou náhodou při lovu zabil vojvoda Vuk Košaca. Příbuzní Branka později v roce 1359 jeho smrt pomstili tím, že Vuka zavraždili. Spor mezi těmito rodinami nadále pokračoval. Když Štěpán Uroš V. válčil s carem Symeonem, Rastislalićové přešli na druhou stranu Dunaje, kde nad regionem Mačva vládl uherský bán Mikuláš I. Gorjanský. Uherské jednotky se vydaly do Braničevského okruhu, kde zajaly své nepřátele a region se stal vazalem Uherského království. V roce 1359, pravděpodobně na pozvání, Ludvík I. Uherský přišel do Srbska, porazil Štěpána Uroše.
Radič Branković byl posledním feudálním pánem. V roce 1379 byl vyhnán vládcem Lazarem Hrebeljanovićem, který proti němu zahájil vojenskou akci.
Rodina také vydala regionální měnu, „přilbové dináry“, jedny z pouhých tří měn, které byly vytvořeny před koncem srbské říše v roce 1371.

## Členové rodiny
- Branko Rastislalić, pán z Podunavlje († 1352), správce pod srbskou korunou
  - Radič Branković, pán z Braničeva do roku 1379, syn Branka, správce pod uherskou korunou
- bratři Radiče – Brajko a Raoslav, svobodní pánové